# Ma vie très privée

Ma vie très privée (Confessions of a Go-Go Girl) est un téléfilm américain réalisé par Grant Harvey et diffusé le 16 août 2008 sur Lifetime.

## Fiche technique
- Réalisation : Grant Harvey (en)
- Scénario : Jill Morley, Lenore Kletter
- Durée : 88 minutes
- Pays :  États-Unis

## Distribution
- Chelsea Hobbs (VF : Karine Foviau) : Jane McCoy
- Sarah Carter (VF : Laura Blanc) : Angela Lucas
- Corbin Bernsen : Nick Harvey
- Rachel Hunter : Donna Mercer
- Travis Milne : Eric Baldwin
- Tygh Runyan (VF : Xavier Béja) : Kurt Powell
- Karen Kruper (VF : Véronique Augereau) : Grace McCoy
- James D. Hopkin (VF : Michel Laroussi) : Jim McCoy
- Graeme Black (VF : Thierry D'Armor) : Jamie « Junior » McCoy
- Judith Buchan : Anne Branson
- James Kot : Roy
- Stanford Lawrence : Ziggy
- Khari Jones : Responsable yuppie
- Shae Keebler : Elizabeth
- Terry David Mulligan : Dr Double D
- Jennifer Westley : Lily
- Scott McAdam : Marié
- Rod Heatheringston (VF : Laurent Larcher) : Garçon d'honneur
- Shannon Micol : Jeune femme